# Campeonato de Australia 1955
Lista de los campeones del Abierto de Australia de 1955:

## Individual masculino
Ken Rosewall (AUS) d. Lew Hoad (AUS),  9–7, 6–4, 6–4

## Individual femenino
Beryl Penrose (AUS) d. Thelma Coyne Long (AUS), 6–4, 6–3

## Dobles masculino
Vic Seixas/Tony Trabert (USA)

## Dobles femenino
Mary Bevis Hawton (AUS)/Beryl Penrose (AUS)

## Dobles mixto
Thelma Coyne Long (AUS)/George Worthington (AUS)
| Predecesor: 1954                                       | Abierto de Australia 1955 | Sucesor: 1956                         |
| Predecesor: Campeonato nacional de Estados Unidos 1954 | Grand Slam 1955           | Sucesor: Torneo de Roland Garros 1955 |

- Datos: Q2715359